# Лебедь, Анатолий Григорьевич
Анатолий Григорьевич Лебедь (укр. Анатолій Григорович Лебідь; род. 8 сентября 1944, Херсон) — советский футболист, игравший на позиции нападающего. Большую часть своей карьеры посвятил работе в херсонском «Кристалле». Мастер спорта СССР. Тренер.

## Клубная карьера
Первым клубом был херсонский «Кристалл», в котором Лебедь за два сезона провел 36 матчей и забил 13 голов. Затем играл за «Буковину» и «Авангард» Харьков. В 1966—1967 годах выступал за луганскую «Зарю», с которой вышел в класс «А», где сыграл 7 матчей в первой половине 1967 года. В середине года перешёл в кировоградскую «Звезду». Летом 1968 года перешел в херсонский «Локомотив», где выступал 6 лет. Играл в клубах КФК «Титан» Армянск (1975), «Колос» Скадовск (1977—1980).

## Тренерская карьера
Работал ассистентом тренера в «Кристалле». С сезона 1992/93 Лебедь официально занял должность главного тренера. Во время зимнего перерыва в сезоне 1992/93 передал пост Виктору Маслову, оставаясь работать в тренерском штабе «Кристалла». С октября 1993 года по июнь 1994 года снова руководил херсонским клубом. Затем работал помощником тренера.
Сын Владимир также футболист.